# Lone Vandborg
Lone Vandborg (født 5. august 1961 i Vanløse) er en dansk tidligere tennisspiller, som havde stor succes i midt 1980'erne, hvor hun f.eks i 1985 vandt single, damedoublen og mixed doublen ved DM i indendørs. Hun var på WTA-ranglisten i både single og double gennem 7 år, med en rangering som nummer 387 i single 1987 og 185 i double 1989 som det højeste. Hun har vundet 20 DM-titler, og hun har i 7 år deltaget ved Fed Cup, European Cup og Nordiske mesterskaber på det danske damelandshold, som hun desuden har været kaptajn for i 10 år.
Vandborg er uddannet på GHG Griffith University, og arbejder i Allerkoncernen, som redaktionssekretær for Billed-Bladet. Hun er også tenniskommentator på Eurosport, hvilket hun har været siden den danske version kom. 